# Gfs.bern
Le gfs.bern (de l'allemand Gesellschaft für Sozialforschung) est un institut de sondage suisse fondé en 1995.

## Historique
L'entreprise est fondée par Claude Longchamp en 1995.

## Activités
Le gfs.bern est actif principalement dans le domaine des sondages par téléphone, en face-à-face ou sur internet, mais effectue également des analyses qualitatives des médias et des réseaux sociaux. Selon le magazine Bilanz, l'entreprise serait toutefois plus connue auprès du large public dans le cadre de ses sondages et analyses attenantes pour le compte de la SSR ou pour la Confédération.
Les concurrents de l'institution de sondage sont, entre autres, l'institut Sotomo, et, selon le journal Le Temps, un potentiel concurrent de l'institut de sondage serait le groupe Tamedia (qui publie le Tages-Anzeiger, la Tribune de Genève et 24 heures) faisant appel à l'institut de sondage LeeWas.